# Trübenseer Auanteil
Trübenseer Auanteil ist eine unbewohnte Katastralgemeinde der Gemeinde Hausleiten im Bezirk Korneuburg in Niederösterreich.
Die Katastralgemeinde ist jener Teil der Donau-Au, der zur Gemeinde Hausleiten gehört. Dieser befindet sich südlich der Stockerauer Schnellstraße und reicht fast bis zur Donau. (Das Gemeindeau genannte Gebiet zwischen Trübenseer Auanteil und Donau zählt zur Stadtgemeinde Tulln an der Donau.) Etwa 5 Hektar werden landwirtschaftlich genutzt und 23 Hektar sind Auwald.